# Hitman 3
Hitman 3 (gestileerd als HITMAN III) is een stealthspel van IO Interactive.
Het spel werd uitgebracht op 20 januari 2021 voor Windows, PlayStation 4, PlayStation 5, Xbox One, Xbox Series X/S, Stadia en Nintendo Switch. De game is het achtste deel in de Hitman-serie en het derde en laatste deel van de "World of Assassination-trilogie", na Hitman (2016) en Hitman 2 (2018).